# Ojamäki
Ojamäki är en kulle i Finland. Den ligger i Kouvola i den ekonomiska regionen  Kouvola ekonomiska region och landskapet Kymmenedalen, i den södra delen av landet, 130 km nordost om huvudstaden Helsingfors. Toppen på Ojamäki är 91 meter över havet.
Terrängen runt Ojamäki är huvudsakligen platt.  Trakten runt Ojamäki är nära nog obefolkad, med mindre än två invånare per kvadratkilometer. Närmaste större samhälle är Anjala, 14,1 km väster om Ojamäki. I omgivningarna runt Ojamäki växer i huvudsak barrskog.